# Concordanze
Le concordanze (raramente al singolare concordanza) sono un elenco delle principali parole utilizzate di un’opera, o di più opere, di un autore, elencando ogni occorrenza di ciascuna parola con il suo contesto immediato.  Le concordanze sono più di una semplice indicizzazione, in quanto aggiungono a ogni parola anche: commenti, definizioni e riferimenti ad argomenti comuni.

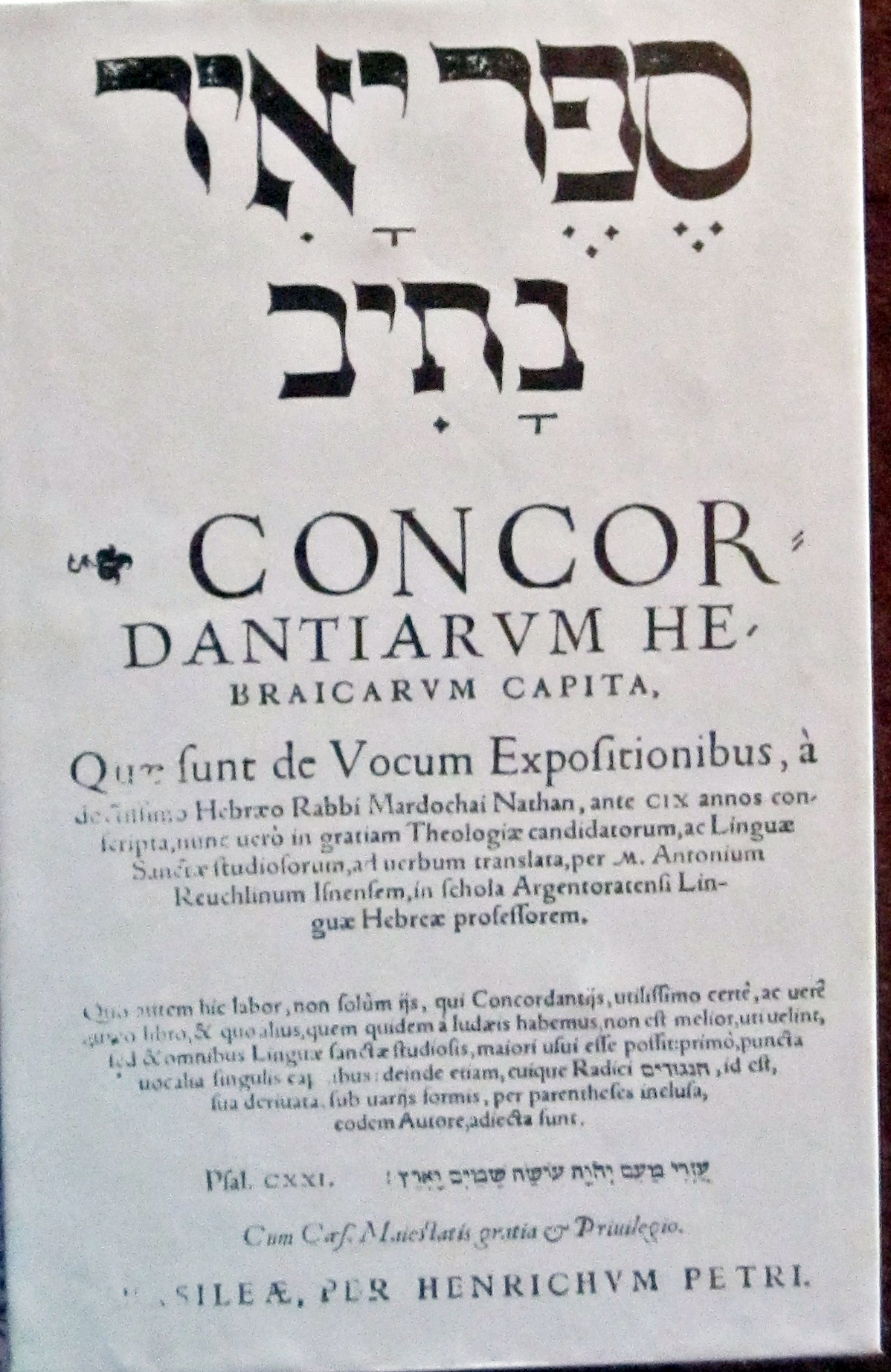
Concordanze ebraico-latine della Bibbia di Mordecai Nathan

Varie concordanze sono state compilate per opere di particolare importanza, come i Veda, la Bibbia, il Corano o le opere di Dante, Shakespeare o autori classici latini e greci. La loro stesura era un processo molto laborioso e complesso, arrivando a richiedere anche diversi anni per il completamento.
Nell’era pre-informatica, la tecnologia dei motori di ricerca non era disponibile e una concordanza offriva ai lettori di opere lunghe come la Bibbia qualcosa di paragonabile ai risultati di ricerca per ogni parola che probabilmente avrebbero cercato, insieme al loro contesto.
Oggi, la possibilità di combinare il risultato di query riguardanti più termini (come la ricerca di parole vicine ad altre parole) ha ridotto l'interesse per la pubblicazione delle concordanze. Inoltre gli sviluppi nel campo dell'Elaborazione del linguaggio naturale, come l'indicizzazione semantica latente, permettono di identificare automaticamente le informazioni linguistiche in base al contesto delle parole.
Un altro tipo di concordanze sono le concordanze per argomento, un elenco di argomenti trattati da un libro, con il contesto immediato della trattazione di tali argomenti. A differenza della concordanza tradizionale, la parola indicizzata non deve necessariamente comparire nel versetto.

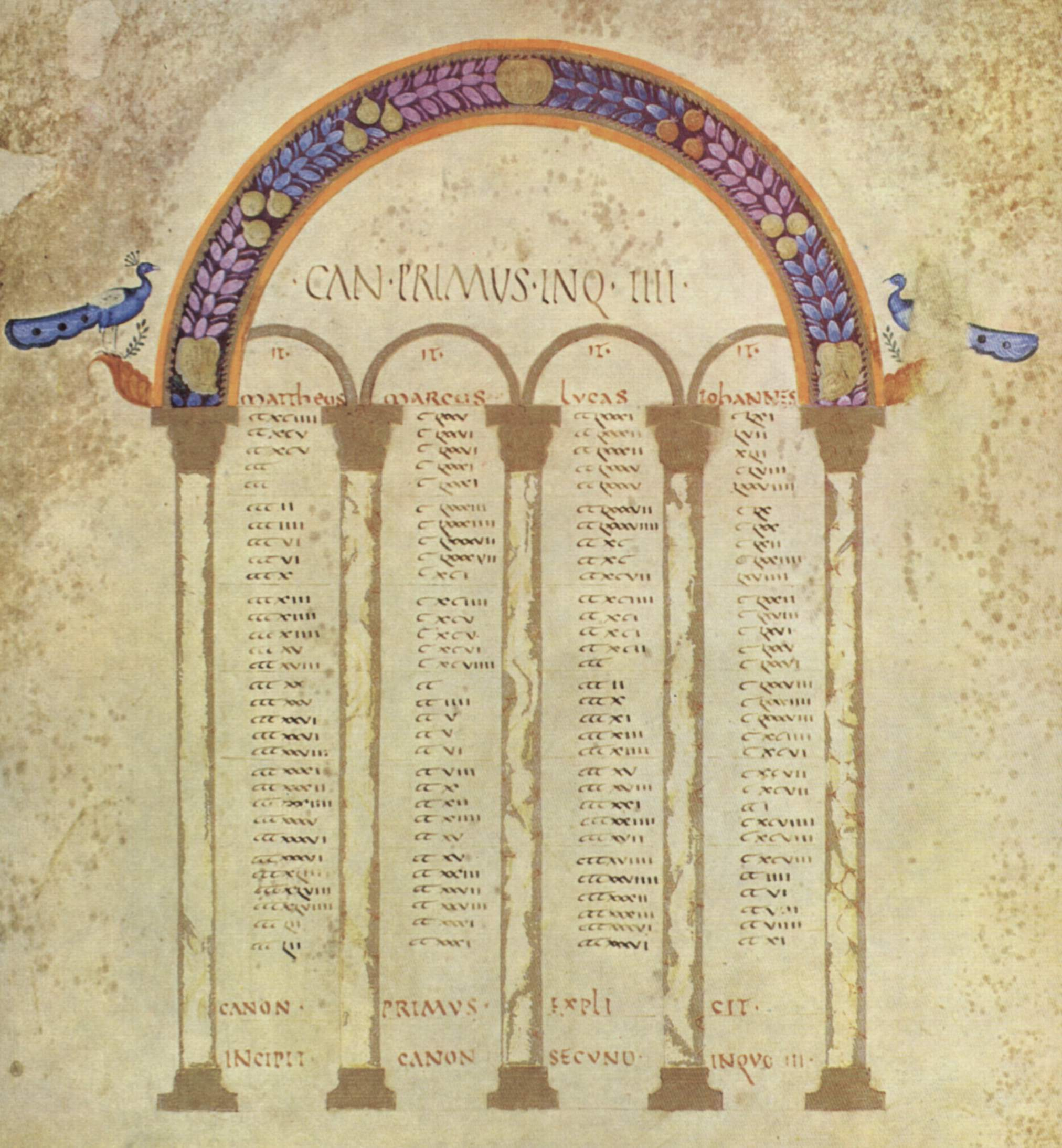
Tavole di concordanza. Il sistema delle tavole di concordanza fu messo a punto da Eusebio.

## Storia
La prima concordanza per argomento sulla Bibbia fu stilata da Eusebio di Cesarea (265-340), nelle sue Tavole della Concordaza, dove metteva in relazione i passi uguali dei 4 vangeli. Invece, la prima concordanza biblica completa fu compilata per la Bibbia Vulgata da Ugo di St. Cher (morto nel 1262), che impiegò 500 frati per assisterlo. Nel 1448, il rabbino Mordecai Nathan completò una concordanza con la Bibbia ebraica, per la quale gli ci sono voluti dieci anni. Una concordanza con il Nuovo Testamento greco fu pubblicata nel 1599 da Henry Stephens, e la Settanta fu scritta un paio di anni dopo da Conrad Kircher nel 1602. La prima concordanza con la Bibbia inglese fu pubblicata nel 1550 dal signor Marbeck. Secondo Cruden, non utilizzava i numeri dei versi ideati da Robert Stephens nel 1545, ma lo faceva "la concordanza piuttosto ampia" di Mr Cotton.
Più recenti sono le concordanze scritte per disporre di repertori alfabetici delle opere di Dante Alighieri. Per quanto riguarda la Divina Commedia, abbiamo due importanti lavori: Concordance of the Divina Commedia, a cura di E.A. Fay (1888) e A Concordance to the Divina Commedia, a cura di E.H. Wilkins e T.G. Bergin (1965). Nello stesso anno, IBM Italia, si rivolse a Carlo Tagliavini, docente di Glottologia all’Università di Padova, proponendo di applicare la loro potenza di calcolo per estrarre le concordarze dall'opera del sommo poeta. Il primo impiego dei calcolatori nel campo si devo però a Roberto Busa che nel 1949 utilizzo i calcolatori della IBM per realizzare la lemmatizzazione dell'opera omnia di Tommaso d'Aquino e dei testi a lui più strettamente collegati (Index Thomisticus).

## Utilizzo
Le concordanze sono frequentemente utilizzate in linguistica, per lo studio di un testo. Per esempio:
- Confrontare usi diversi della stessa parola
- analizzare le parole chiave
- analizzare le frequenze delle parole
- trovare e analizzare frasi e modi di dire
- trovare traduzioni di elementi sostanziali, ad es. terminologia, nei bittext e nelle memorie di traduzione
- creazione di indici ed elenchi di parole (utile anche per la pubblicazione)